# 李慎侯
李慎侯（?—?），江蘇省鎮江府丹徒縣人，清朝政治人物、同進士出身。
光緒十八年（1892年），参加光緒壬辰科殿試，登進士三甲27名。同年五月，以主事分部学习。